# کرو
کرو (به آلمانی: Cro) (نام اصلی کارلو وایبل (به آلمانی: Carlo Waibel)) زادهٔ ۳۱ ژانویه در آلن، خواننده، رپر و طراح آلمانی است. موسیقی او ترکیبی از رپ و پاپ است و خودش آن را با عنوان راوپ (Raop) توصیف می‌کند.

## زندگی هنری

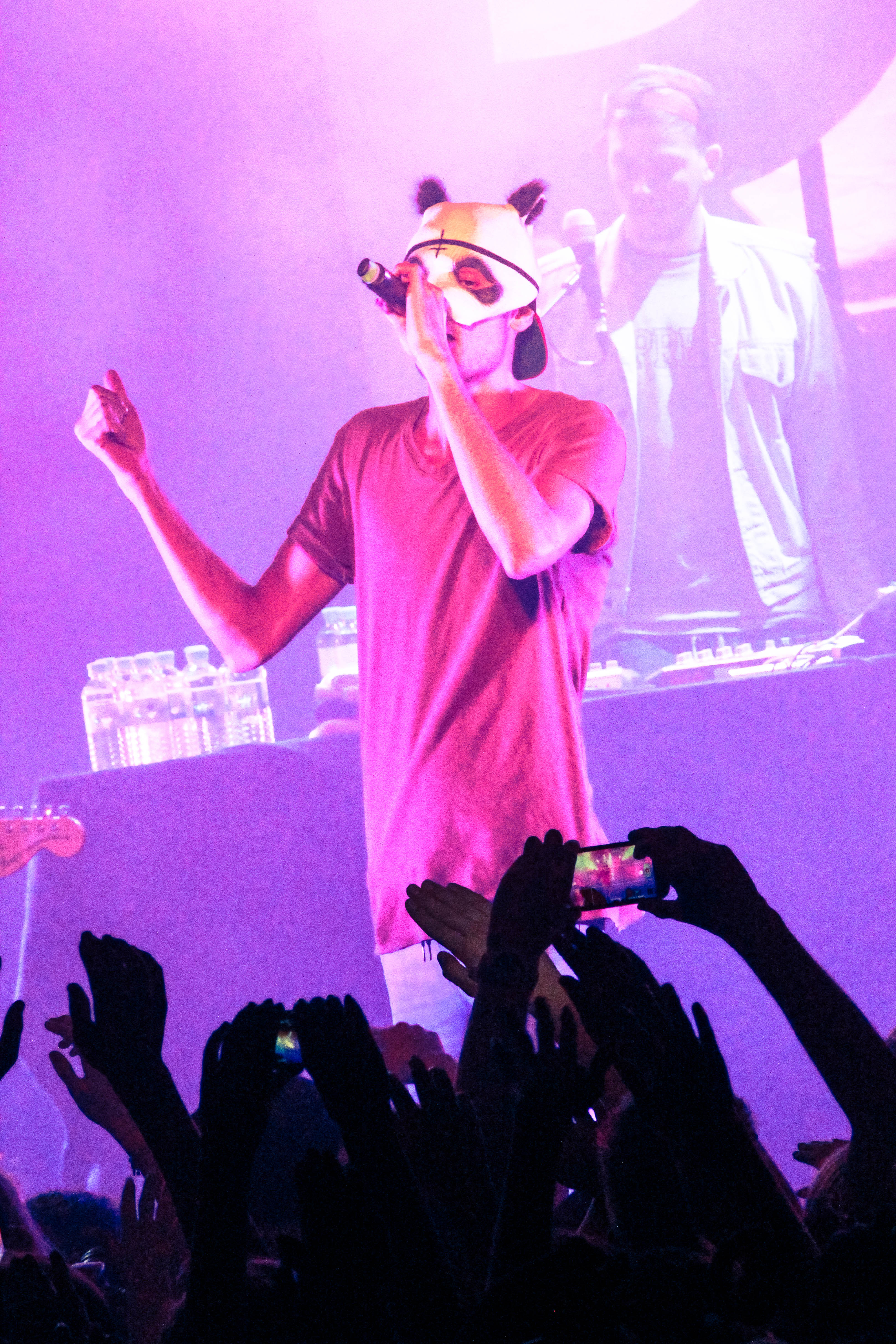
کنسرت کرو

کرو از سن ۱۳ سالگی شروع به ضبط موسیقی کرد. او پیانو و گیتار را نیز در خردسالی آموخت.
در سال ۲۰۰۹، اولین رمیکس با نام Trash و در فوریه ۲۰۱۱ دومین میکس‌تیپ خود را با نام «ماینه موزیک» (به آلمانی: Meine Musik) را منتشر کرد که برای دانلود رایگان در دسترس بود. او تمام آن‌ها را به تنهایی درست کرده‌بود و در همین کارش از سوی خواننده هیپ‌هاپ آلمانی «کاز» شناخته‌شد. کرو علاوه بر کار موسیقی به عنوان یک طراح نیز فعال است و قبلاً به عنوان یک طراح رسانه‌ها و کاریکاتوریست برای روزنامه اشتوتگارتر کار می‌کرد.

## آلبوم‌ها
- راوپ (۲۰۱۲)
- ملودی (۲۰۱۴)
- ام‌تی‌وی آنپلاگد (۲۰۱۵)
- ترو. (۲۰۱۷)
- تریپ (۲۰۲۱)

## جوایز
| سال  | جشنواره                        | رده              | اثر    | نتیجه     | منبع   |
| ---- | ------------------------------ | ---------------- | ------ | --------- | ------ |
| ۲۰۱۲ | اینس لایف کرون                 | بهترین آلبوم     | راوپ   | در انتظار | [ ۱۰ ] |
| ۲۰۱۲ | اینس لایف کرون                 | بهترین تک‌آهنگ    | «آسان» | در انتظار | [ ۱۰ ] |
| ۲۰۱۲ | جشنواره بامبی                  | جشنواره پاپ      | —      | برنده     | [ ۱۱ ] |
| ۲۰۱۲ | جوایز موسیقی ام‌تی‌وی اروپا ۲۰۱۲ | بهترین اثر آلمان | —      | نامزدشده  | [ ۱۲ ] |

| سال  | جشنواره                          | رده                           | اثر       | نتیجه     | منبع          |
| ---- | -------------------------------- | ----------------------------- | --------- | --------- | ------------- |
| ۲۰۱۲ | [:en:1LIVE#Events]اینس لایف کرون | بهترین آلبوم                  | راوپ      | نامزدشده  | [ ۱۰ ] [ ۱۳ ] |
| ۲۰۱۲ | [:en:1LIVE#Events]اینس لایف کرون | بهترین تک‌آهنگ                 | "ایزی"    | برنده     | [ ۱۴ ]        |
| ۲۰۱۲ | جوایز بامبی                      | جشنواره پاپ                   | —         | برنده     | [ ۱۵ ]        |
| ۲۰۱۲ | جوایز Hiphop.de                  | بهترین صفحهٔ فیس‌بوک            | /cromusic | نامزدشده  | [ ۱۶ ] [ ۱۷ ] |
| ۲۰۱۲ | جوایز Hiphop.de                  | بهترین تازه‌وارد - ملی         | —         | نامزدشده  | [ ۱۶ ] [ ۱۷ ] |
| ۲۰۱۲ | جوایز Hiphop.de                  | بهترین رپ-انفرادی-ملی         | —         | نامزدشده  | [ ۱۶ ] [ ۱۷ ] |
| ۲۰۱۲ | جوایز Hiphop.de                  | بهترین نسخه - ملی             | راوپ      | نامزدشده  | [ ۱۶ ] [ ۱۷ ] |
| ۲۰۱۲ | جوایز Hiphop.de                  | بهترین آهنگ - ملی             | تو        | نامزدشده  | [ ۱۶ ] [ ۱۷ ] |
| ۲۰۱۲ | جوایز Hiphop.de                  | بهترین ویدیو - ملی            | زمان من   | نامزدشده  | [ ۱۶ ] [ ۱۷ ] |
| ۲۰۱۲ | جوایز موسیقی ام‌تی‌وی اروپا        | بهترین اثر آلمان              | —         | نامزدشده  | [ ۱۸ ]        |
| ۲۰۱۲ | جوایز موسیقی جهان                | بهترین آهنگ جهان              | "ایزی"    | در انتظار | [ ۱۹ ]        |
| ۲۰۱۲ | جوایز موسیقی جهان                | بهترین ویدیو جهان             | "ایزی"    | در انتظار | [ ۲۰ ]        |
| ۲۰۱۲ | جوایز موسیقی جهان                | بهترین هنرمند مرد جهان        | —         | در انتظار | [ ۲۱ ]        |
| ۲۰۱۳ | جوایز موسیقی سوئیس               | بهترین آلبوم شهری - بین‌المللی | راوپ      | برنده     | [ ۲۲ ]        |
| ۲۰۱۷ | جوایز Hiphop.de                  | بهترین تهیه‌کننده ملی          | N/A       | برنده     | [ ۲۳ ]        |